# Prima battaglia navale di Siracusa
La prima battaglia navale di Siracusa (anche detta battaglia del Porto Grande dal luogo in cui si è disputata) si svolse nel 413 a.C. durante la spedizione ateniese in Sicilia della guerra del Peloponneso.

## Antefatti
Gli ateniesi, giunti a Siracusa nel 415 a.C., iniziarono l'assedio nel 414 a.C. A quel punto i generali Ermocrate e Gilippo, siracusano il primo e spartano il secondo, dopo varie discussioni e piccoli scontri, decisero di affrontare gli ateniesi nelle acque favorevoli del Porto Grande.

## Svolgimento
A narrare le vicende della battaglia del Porto Grande è lo storico ateniese della guerra del Peloponneso, Tucidide, nel VII libro della sua opera.
Il pretesto per iniziare l'attacco non tardò ad arrivare ai Siracusani: gli Ateniesi avevano infatti, durante la notte, mossa la loro fanteria. Avvistato un potenziale pericolo, i generali siracusani diedero il segnale d'attacco: 35 triremi uscirono dal Porto Grande, accompagnate da altre 40 del porto piccolo, in direzione del Plemmirio (parte a sud del Porto Grande, in mano agli ateniesi). In risposta al tentativo di attacco, i generali ateniesi schierarono 60 navi e, tra queste, 25 ne mandarono contro quelle nemiche del Porto Grande, mentre le restanti restano a proteggere il Plemmirio. La battaglia divampò, alle 25 navi ateniesi si unirono anche le restanti 35 a protezione del porto, lasciando in questo modo scoperto il Plemmirio. I Siracusani approfittarono così del buco nella difesa avversaria e tramite le truppe di terra conquistarono uno dopo l'altro tre forti ateniesi, proprio quando i Siracusani stavano cominciando a dominare lo scontro nel porto. Ma, nel tentativo di entrare dentro il porto, le navi siracusane persero la formazione e, ostacolandosi a vicenda, permisero a quelle ateniesi di ribaltare le sorti dello scontro. Benché Tucidide assegni la vittoria agli Ateniesi (che eressero anche un trofeo), i Siracusani avevano conquistato i forti del Plemmirio, ottenendo un grande vantaggio.

## Conseguenze
La perdita del Plemmirio e dei forti ebbe particolari conseguenze sugli ateniesi. Così scrive Tucidide:
(Tucidide, VII, 24)
A seguito della battaglia gli Ateniesi riuscirono comunque a rialzarsi (giunsero poco dopo i rinforzi di Demostene ed Eurimedonte). Ma la perdita del Plemmirio e la scarsità di viveri presenti diedero un gran vantaggio ai Siracusani che, in un'altra battaglia nel porto grande, li sconfissero costringendo gli ateniesi a una disperata fuga verso sud.